# 暖木
暖木（学名：Meliosma veitchiorum）为清风藤科泡花树属下的一个种。